# Aradeo
Aradeo è un comune italiano di 9 086 abitanti della provincia di Lecce in Puglia. È situato nel Salento meridionale e fa parte del circuito dei "Borghi autentici".

## Geografia fisica

### Territorio
Il territorio del comune di Aradeo si estende per 8,51 km² nella parte centro-meridionale della penisola salentina. Sorge ai piedi delle modeste alture delle serre salentine a 78 m s.l.m. e presenta una morfologia pianeggiante.
Confina a nord con il comune di Galatina, ad est con il comune di Cutrofiano, a sud con il comune di Neviano, a ovest con il comune di Seclì.
L'agro di Aradeo è coltivato prevalentemente ad uliveti e vigneti, con i quali si producono ottimi olii e vini. Il clima è mite in inverno, caldo e afoso in estate.
- Classificazione sismica: zona 4 (sismicità molto bassa), Ordinanza PCM n. 3274 del 20/03/2003

### Clima
Dal punto di vista meteorologico Aradeo rientra nel territorio del basso Salento che presenta un clima prettamente mediterraneo, con inverni miti ed estati caldo umide. In base alle medie di riferimento, la temperatura media del mese più freddo, gennaio, si attesta attorno ai +9 °C, mentre quella del mese più caldo, agosto, si aggira sui +25,1 °C. Le precipitazioni medie annue, che si aggirano intorno ai 676 mm, presentano un minimo in primavera-estate ed un picco in autunno-inverno.
Facendo riferimento alla ventosità, i comuni del basso Salento risentono debolmente delle correnti occidentali grazie alla protezione determinata dalle serre salentine che creano un sistema a scudo. Al contrario le correnti autunnali e invernali da Sud-Est, favoriscono in parte l'incremento delle precipitazioni, in questo periodo, rispetto al resto della penisola.
| Aradeo                     | Mesi | Mesi | Mesi | Mesi | Mesi | Mesi | Mesi | Mesi | Mesi | Mesi | Mesi | Mesi | Stagioni | Stagioni | Stagioni | Stagioni | Anno |
| Aradeo                     | Gen  | Feb  | Mar  | Apr  | Mag  | Giu  | Lug  | Ago  | Set  | Ott  | Nov  | Dic  | Inv      | Pri      | Est      | Aut      | Anno |
| -------------------------- | ---- | ---- | ---- | ---- | ---- | ---- | ---- | ---- | ---- | ---- | ---- | ---- | -------- | -------- | -------- | -------- | ---- |
| T. max. media (°C)         | 12,4 | 13,0 | 14,8 | 18,1 | 22,6 | 27,0 | 29,8 | 30,0 | 26,4 | 21,7 | 17,4 | 14,1 | 13,2     | 18,5     | 28,9     | 21,8     | 20,6 |
| T. min. media (°C)         | 5,6  | 5,8  | 7,3  | 9,6  | 13,3 | 17,2 | 19,8 | 20,1 | 17,4 | 13,7 | 10,1 | 7,3  | 6,2      | 10,1     | 19,0     | 13,7     | 12,3 |
| Precipitazioni (mm)        | 80   | 60   | 70   | 40   | 29   | 21   | 14   | 21   | 53   | 96   | 109  | 83   | 223      | 139      | 56       | 258      | 676  |
| Umidità relativa media (%) | 79,0 | 78,9 | 78,6 | 77,8 | 75,7 | 71,1 | 68,4 | 70,2 | 75,4 | 79,3 | 80,8 | 80,4 | 79,4     | 77,4     | 69,9     | 78,5     | 76,3 |

- Classificazione climatica di Aradeo:[6]
  - Zona climatica: C
  - Gradi giorno: 1148

## Origini del nome
Il nome Aradeo deriverebbe secondo lo storico Giacomo Arditi dai termini latini ara, arae che significa "altare" e Dei che significa "di Dio".
Una seconda ipotesi è quella di Gerhard Rohlfs, secondo il quale il termine riporterebbe ad Ἀραταῖον (Harataîon), col significato di 'località dedicata al generale achêo Ἄρατος (Hàratos)'. Il Rohlfs propone come la forma del nome più anticamente attestata la frase greca πρωτοπαπᾶς τοῦ Ἀραταίου, prōtopapâs toû Harataíou ("archivescovo di Aradeo", Trinchera, Syllabus 514), dell'anno 1149. L'ipotesi più recente, quella cioè formulata dal Professore Gino Pisanò, fa derivare il nome Aradeo dal greco Charadreon che significa "luogo solcato da torrenti". Quest'ultima ipotesi è avvalorata dalla presenza nel territorio di numerosi torrenti sotterranei dovuti alla carsicità del terreno. "Pisanò trovò e tradusse due pergamene, una del 1149 l'altra di poco posteriore, che rilevano in modo inconfutabile la grecità bizantina di Aradeo. In esse sono indicati nomi greci di preti e di chiese. Tra gli altri, è citato il famoso poeta bizantino Droso di Aradeo i cui manoscritti sono stati trovati a Parigi e recentemente divulgati (stralcio di un articolo pubblicato dal Quotidiano di Puglia)."

## Storia
Il centro di origine greco-bizantina, ebbe origine nel IX secolo. Successivamente fu soggetto al dominio romano. Tancredi di Lecce infeuda Aradeo alla famiglia Montefusco. Diviene poi parte della Contea di Soleto concessa da Manfredi di Sicilia ai feudatari di Matino Gervasio de Matino e poi Glicerio de Matino in epoca sveva e fino al 1269. Fù, insieme alla stessa Contea e dopo la sconfitta degli svevi segnata dall'Assedio di Gallipoli 1268-1269 assegnata a Anselin de Toucy da Carlo I D'Angiò e quindi successivamente in proprietà agli Orsini del Balzo ed ancora in seguito il piccolo casale fu sotto il controllo del monastero di Santa Caterina d'Alessandria di Galatina.
Fra il XIII e il XIV secolo d.C. fu sede di una importante scuola filosofica per opera di Droso di Aradeo.
Nel 1485 re Ferdinando I di Napoli assegnò il feudo a Giovanni Castriota, figlio di Giorgio, con le terre di San Pietro in Galatina e Soleto col titolo di duca e conte. Più tardi egli ebbe la giurisdizione criminale sulle terre di Torrepaduli, Bagnolo e Aradeo.

### Simboli
Lo stemma e il gonfalone sono stati concessi con decreto del presidente della Repubblica del 27 dicembre 1963.
Descrizione araldica dello stemma:
(DPR 27 dicembre 1963)
Si tratta di un'arma alludente che evoca l'origine del toponimo (Ara Dei, "Altare di Dio").
Il gonfalone municipale è costituito da un drappo partito di bianco e di azzurro.

## Monumenti e luoghi d'interesse

### Chiesa dell'Annunziata

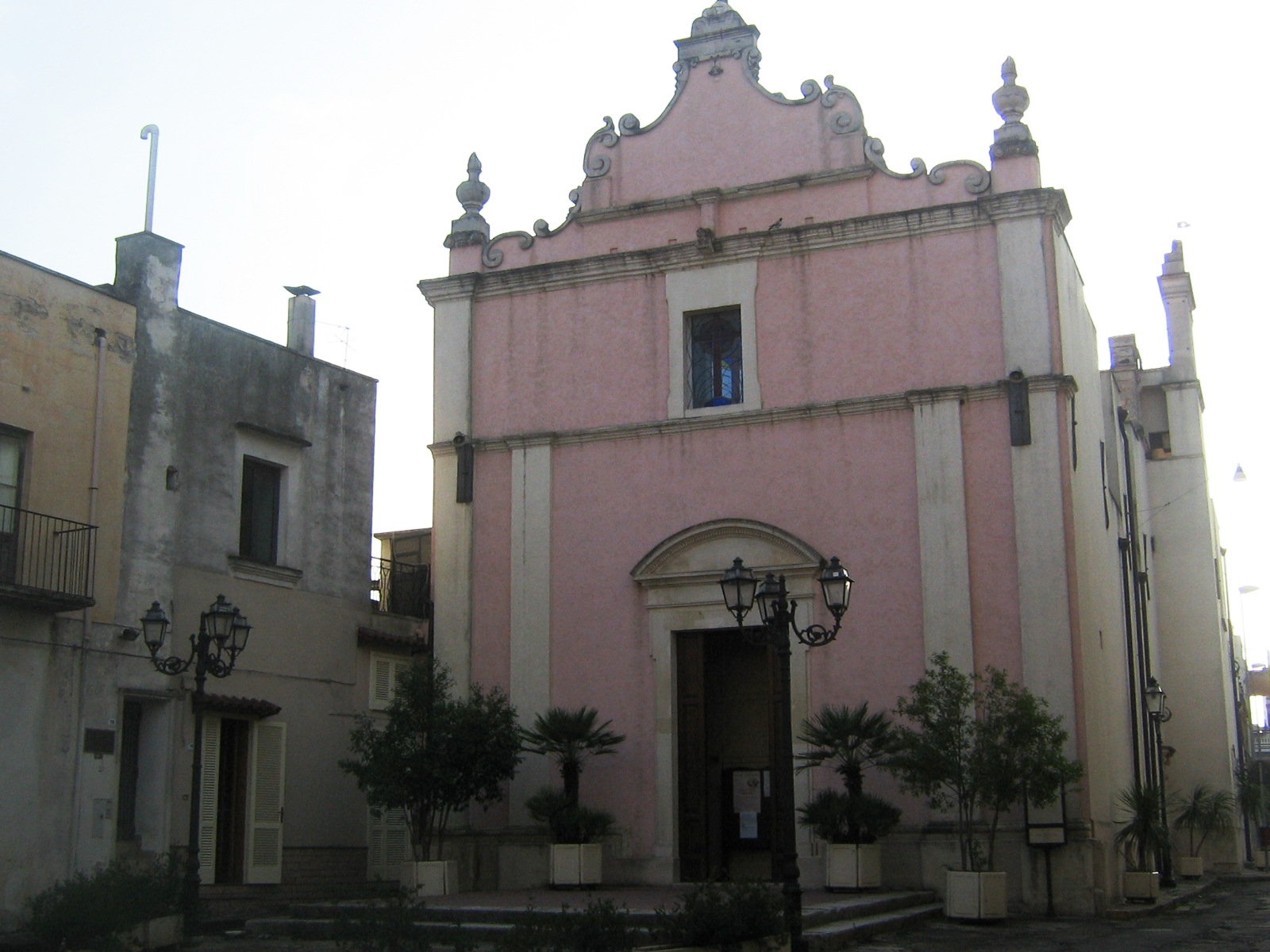
Chiesa dell'Annunziata

La chiesa dell'Annunziata, riedificata nel XVIII secolo, sorge sulle fondamenta di un edificio preesistente risalente alla prima metà del 1400 e di cui resta il pregiatissimo altare maggiore del 1570.
La costruzione, a pianta rettangolare, con un semplice prospetto tardo barocco con paraste e timpano di coronamento, più volte, nel corso dei secoli, è stata interessata da crolli, ampliamenti e restauri come si evince dalle fonti storiche dal XVI al XIX secolo; tra l'altro sul finire del Settecento la chiesa subì un crollo totale dovuto alla forte umidità di risalita, che fino ai recenti restauri, ha sempre interessato le murature portanti della struttura. Ricostruita ed ampliata dopo il crollo, vide concludere i lavori intorno al 1800. Della costruzione originaria solo l'altare maggiore non subì danni. Si tratta di un'opera scolpita in pietra leccese del 1570 di grande pregio per la fattura e per la composizione degli elementi figurativi, caratterizzata da colonne tortili e da un festone con al centro il piccolo tondo di tela raffigurante l'Immacolata.
Nel 1850 la Confraternita che vi era allocata si dotò di un nuovo progetto per la ristrutturazione della chiesa: servivano infatti opere di rinforzo alle fondazioni sulle quali insistevano ormai ampliamenti e ricostruzioni spesso arbitrarie.
L'interno, a pianta rettangolare, custodisce quattro altari laterali: quello della Pentecoste con la rispettiva tela, quello dei Santi Medici Cosma e Damiano con la tela e le statue, quello della Pietà con la statua dell'Addolorata (questa è vestita con un abito nero in stoffa ricamato) e del Cristo morto e l'altare della Madonna dei Fiori con la tela e la statua. Nel 1879 venne edificato l'attuale presbiterio coperto con una cupola a base circolare, all'ingresso del bel tempio in due grandi stipi le pregiate statue in cartapesta della Titolare della Confraternita: l'Annunziata con l'Arcangelo Gabriele e l'Immacolata, quelle della Vergine con il Bambino, di Padre Pio e della Trinità.Nella campata quattro tondi raffiguranti le allegorie della Fede, Carità, Speranza e del Re Davide.

### Cappella di San Nicola di Myra
La piccola cappella di San Nicola di Myra, venne costruita tra il XVI e il XVII secolo per grazia ricevuta. È possibile paragonarla a un'edicola votiva in quanto è priva di porta. Presenta una copertura a botte e un affresco raffigurante il Santo.

### Colonna di San Giovanni

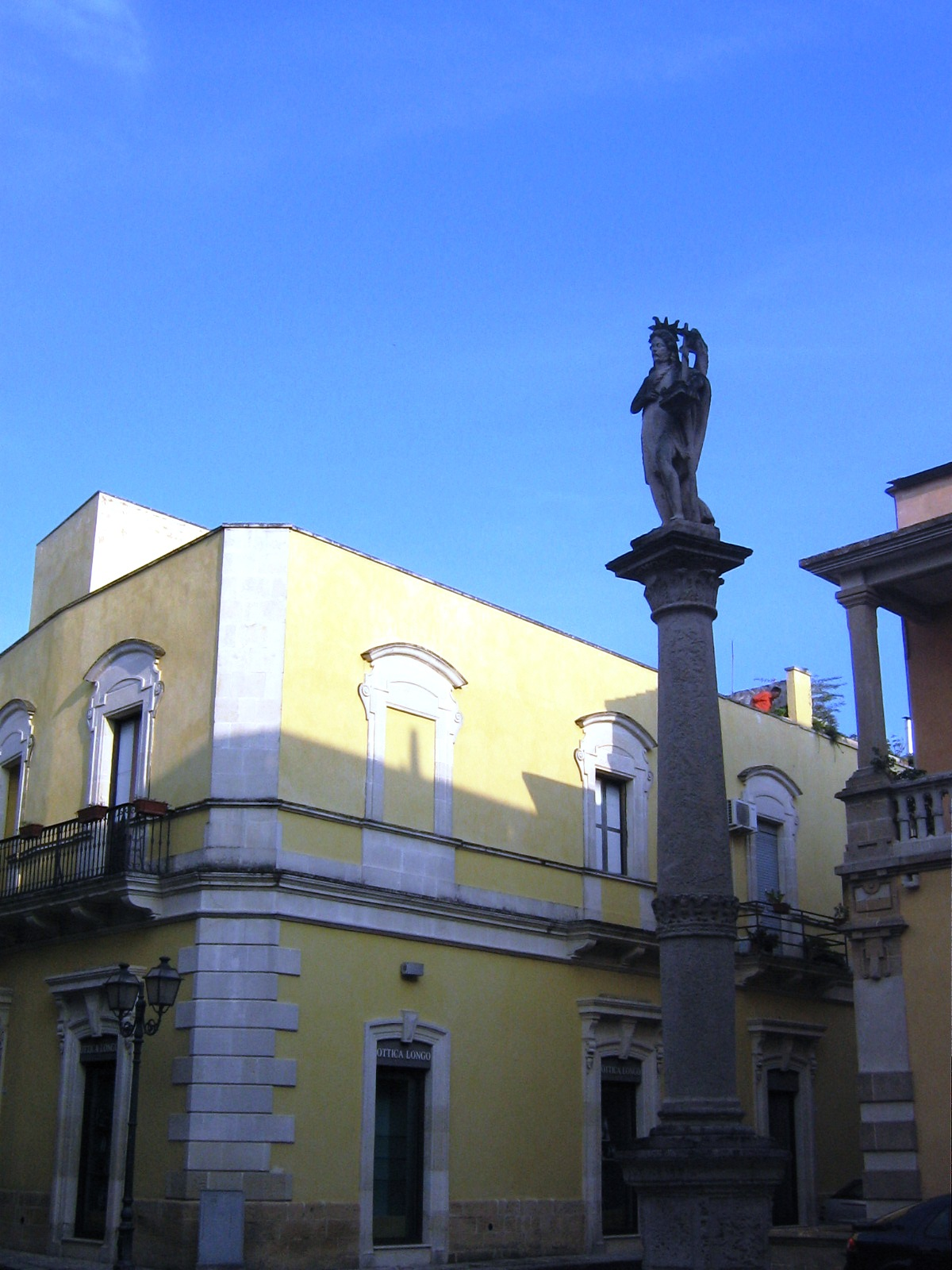
Colonna di San Giovanni Battista

La colonna di San Giovanni Battista, interamente costruita in pietra leccese, venne eretta nel 1658 da Frà Giovanni da Napoli, unico monaco Olivetano, feudatario di Aradeo.
La colonna, di fattura locale, presenta un basamento con fusto, alla sommità del quale vi è un capitello corinzio su cui poggia la statua del Santo che regge il Vangelo. Il monumento godette per circa un secolo del diritto d'asilo di cui poteva beneficiare chiunque fosse perseguito dalla legge, qualora fosse riuscito ad aggrapparsi alla colonna prima dell'arresto.

### Altri luoghi di interesse
La chiesa matrice di Aradeo è la chiesa parrocchiale di San Nicola Vescovo, consacrata al culto nel 1961 (dopo la demolizione dell'antica chiesa matrice), questa è a pianta quadrata con la maestosa cupola e la torre campanaria. Attorno alla parete interna della cupola e nell'abside sono presenti molti mosaici raffiguranti alcuni momenti della vita di Maria e di Cristo. Nell'abside è la tela di San Nicola. Altra costruzione è la parrocchia di San Rocco e il palazzo baronale Tre Masserie, che risale al XVI secolo e successivamente ampliato nel 1655.
Vi è anche un teatro intitolato a Domenico Modugno.

## Società

### Evoluzione demografica
Abitanti censiti

### Etnie e minoranze straniere
Al 31 dicembre 2020 ad Aradeo risultano residenti 211 cittadini stranieri. Le nazionalità principali sono:

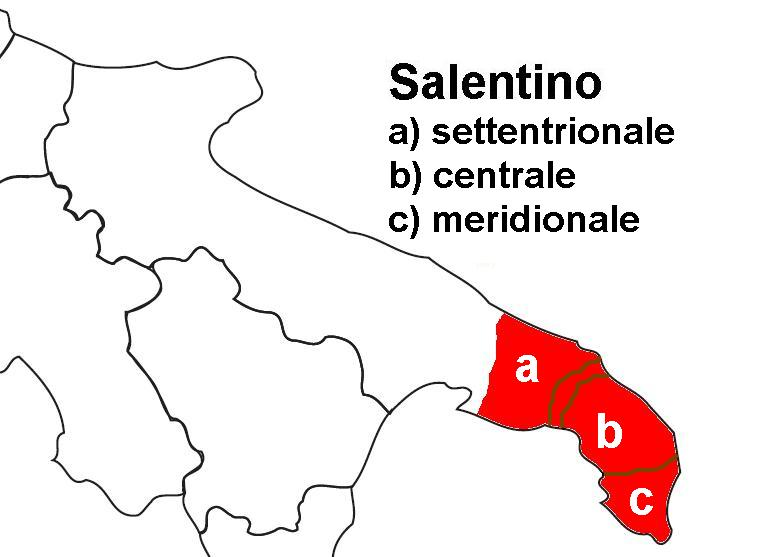
Diffusione del dialetto salentino

- Romania - 49
- Nigeria - 42
- Marocco - 25

### Lingue e dialetti
Il dialetto parlato ad Aradeo, accanto alla lingua italiana, è il salentino nella sua variante centrale, che corrisponde al dialetto leccese. Il dialetto salentino, appartenente alla famiglia delle lingue romanze e classificato nel gruppo meridionale estremo, si presenta carico di influenze riconducibili alle dominazioni e ai popoli stabilitisi in questi territori che si sono susseguite nei secoli: messapi, greci, romani, bizantini, longobardi, normanni, albanesi, francesi, spagnoli.

## Cultura
Da alcune fonti storiche risulta che in epoca bizantina ad Aradeo ci fosse una scuola di filosofia sorta attorno al Poeta Droso. Questa era impegnata in un'intensa attività di copiatura dei testi aristotelici con relativi commenti.
Nel Novecento sono nati o cresciuti ad Aradeo diversi artisti o realtà artistiche che si sono poi affermate a livello nazionale. Per la musica Pino Zimba, gli Après la Classe, Emma Marrone, Romeus, Gabriele Blandini. Per il teatro, i Cantieri teatrali Koreja. Per la danza, Antonio Carallo, che ha lavorato per dieci anni con Pina Bausch. Per il cinema, Giovanni Minerba, direttore del Glbt film festival di Torino. Anche Domenico Modugno, a cui è dedicato il teatro comunale, passò ad Aradeo una parte della sua giovinezza, nel periodo in cui lo zio lavorava nella caserma del paese.

### Istruzione

#### Biblioteche
- Biblioteca comunale

#### Scuole
Nel comune di Aradeo hanno sede due scuole dell'infanzia, una scuola elementare, una scuola primaria/scuola dell'infanzia e una scuola media.

### Eventi
- Festa di San Rocco

La festa di San Rocco, che prende nome dalla omonima Chiesa parrocchiale, si svolge ogni anno dal 16 al 17 agosto.
- Festa e Fiera di San Nicola

I festeggiamenti in onore del patrono si svolgono durante il secondo fine settimana di maggio. I festeggiamenti iniziano con la processione serale su una barca in cartapesta, che ricorda la Traslazione delle ossa del Santo da Myra a Bari.
- Festa della SS. Annunziata

La festa della Compatrona ha luogo verso il 25 marzo o la seconda domenica di Pasqua, giorno in cui si celebra la solennità dell'Annunciazione del Signore.
- Carnevale Aradeino

Durante il periodo di carnevale le strade del paese si colorano con i carri allegorici e le maschere, tra cui Lu Ssciacuddhruzzi, un piccolo spiritello nato dalla fantasia popolare.

## Infrastrutture e trasporti
Aradeo è raggiungibile:
- Strade statali: N.101 Salentina di Gallipoli - N. 476 di Galatina.
- Strade provinciali: varie interne
- Stazione FS più vicina: Lecce stazione di testa
- Stazione Ferrovie Sud Est più vicina: Seclì-Neviano-Aradeo

## Amministrazione
Di seguito è presentata una tabella relativa alle amministrazioni che si sono succedute in questo comune.
| Periodo           | Periodo           | Primo cittadino         | Partito                            | Carica                    | Note   |
| ----------------- | ----------------- | ----------------------- | ---------------------------------- | ------------------------- | ------ |
| 5 luglio 1985     | 9 agosto 1990     | Antonio Giuri           | Partito Socialista Italiano        | Sindaco                   | [ 13 ] |
| 11 agosto 1990    | 14 febbraio 1991  | Giovanni Franco Manco   | Democrazia Cristiana               | Sindaco                   | [ 13 ] |
| 14 febbraio 1991  | 12 settembre 1991 | Clarita Mercurio        | Democrazia Cristiana               | Sindaco                   | [ 13 ] |
| 16 settembre 1991 | 13 febbraio 1992  | Giacomo Taveri          |                                    | Commissario straordinario | [ 13 ] |
| 13 febbraio 1992  | 23 luglio 1992    | Vincenzo Calignano      |                                    | Commissario straordinario | [ 13 ] |
| 23 luglio 1992    | 9 novembre 1993   | Domenico Tamborrino     | Partito Democratico della Sinistra | Sindaco                   | [ 13 ] |
| 10 gennaio 1994   | 18 giugno 1994    | Beniamino Margiotta     |                                    | Commissario prefettizio   | [ 13 ] |
| 18 giugno 1994    | 19 febbraio 1997  | Agostino Caggia         | Partito Democratico della Sinistra | Sindaco                   | [ 13 ] |
| 12 marzo 1997     | 21 aprile 1997    | Daniela Lupo            |                                    | Commissario prefettizio   | [ 13 ] |
| 21 aprile 1997    | 17 novembre 1997  | Angelo Sorino           |                                    | Commissario prefettizio   | [ 13 ] |
| 17 novembre 1997  | 28 maggio 2002    | Gerardo Filippo         | centro-destra                      | Sindaco                   | [ 13 ] |
| 28 maggio 2002    | 29 maggio 2007    | Filippo Gerardo         | lista civica                       | Sindaco                   | [ 13 ] |
| 29 maggio 2007    | 7 maggio 2012     | Daniele Antonio Perulli | lista civica                       | Sindaco                   | [ 13 ] |
| 7 maggio 2012     | 11 giugno 2017    | Daniele Antonio Perulli | lista civica                       | Sindaco                   | [ 13 ] |
| 11 giugno 2017    | 25 febbraio 2022  | Luigi Arcuti            | lista civica Aradeo cambia         | Sindaco                   | [ 13 ] |
| 13 giugno 2022    | in carica         | Giovanni Mauro          | lista civica Aradeo cambia         | Sindaco                   | [ 13 ] |

## Sport

### Calcio
Nel calcio, Aradeo viene rappresentata dalla squadra del paese, Giallorossi Aradeo, militante nel campionato di Prima Categoria. I colori della squadra sono giallo e rosso e gioca le partite casalinghe allo Stadio Comunale in contrada Spina.
Il miglior risultato nella storia della compagine aradeina è la vittoria del campionato pugliese di Eccellenza nella stagione 1997-1998.

### Calcio a 5
Quanto al calcio a 5, l'A.S.D. Aradeo milita nel campionato di Serie B (LND) girone unico Puglia.

### Rugby
Il Salento Rugby ha sede ad Aradeo e partecipa al campionato di Serie C. Condivide il campo con la società calcistica cittadina.